# トビン・マークス
トビン・ジェイ・マークス（Tobin Jay Marks、1944年11月25日 - ）はアメリカ合衆国の化学者。ノースウェスタン大学教授。有機金属化学の権威であり、均一系重合触媒の開発で知られる。

## 経歴
ワシントンD.C.出身。1966年メリーランド大学卒業。1970年マサチューセッツ工科大学大学院で化学博士号取得。同年からノースウェスタン大学助手、1974年に助教授に就任し、1978年から現職。

## 主な受賞歴
- 1984年 - アーサー・K・ドーリットル賞
- 1996年 - センテナリー賞
- 2000年 - F・A・コットン・メダル
- 2001年 - ウィラード・ギブズ賞、ライナス・ポーリング賞
- 2002年 - アメリカ化学者協会ゴールドメダル
- 2005年 - アメリカ国家科学賞
- 2006年 - トムソン・ロイター引用栄誉賞
- 2008年 - アストゥリアス皇太子賞 学術・技術研究部門
- 2009年 - フォン・ヒッペル賞
- 2010年 - ウィリアム・H・ニコルズ賞
- 2012年 - 米国科学アカデミー賞化学部門
- 2017年 - プリーストリー賞、ハーヴェイ賞

## 参照
- Tobin Marks Group
- List of publications at isiknowledge.com
- C&E News Article